# Lọc sinh học

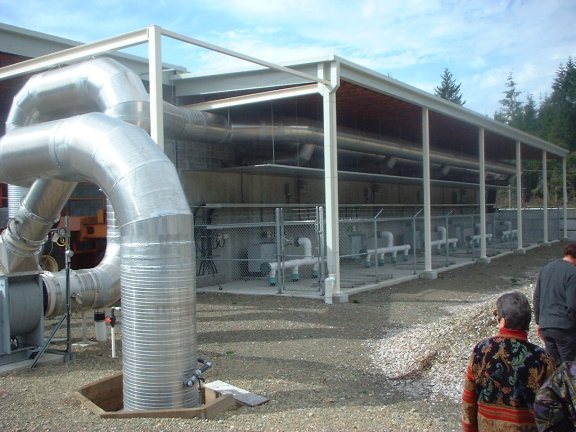
Một hệ thống lọc sinh học không khí.

Lọc sinh học là một dạng công nghệ xử lý ô nhiễm (không khí, nước,...) thông qua việc sử dụng vi sinh vật để loại bỏ các chất gây ô nhiễm.
Lọc sinh học được giới thiệu lần đầu tiên ở Anh vào năm 1893. Khi ấy, phương pháp này đã thành công trong việc xử lý nhiều loại nước khác nhau.